# オーバースロー

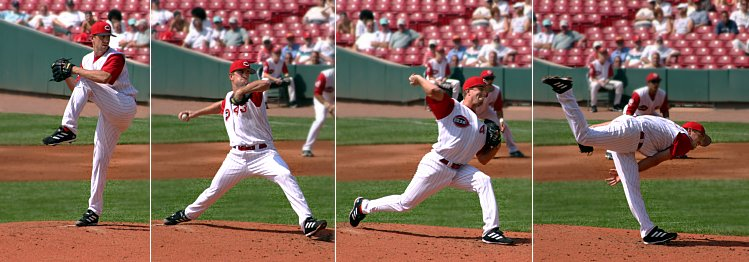
オーバースローのフォーム。

オーバースロー（英語: overhand throw, over-hand throw, overhead throw, overarm throw）は、野球などの球技の投法の一つである。明確な定義はないが、一般にボールが手を離れた（リリース）時にその手が水平面を上回る角度である場合、その投げ方をオーバースローと呼ぶ。日本語では上手投げと呼ぶこともあるが、近年は余り使われない。なお英語における overthrow は「受け手の位置よりも遠くに投げる（こと）、暴投（する）」 という動詞または名詞であり、「オーバースロー」を上手投げの意味で用いるのは和製英語である。また overarm throw は文字通り「肘より上で投げること」だが、相撲の「上手投げ」（相手の腕の上から廻しを掴んで投げる）を指すこともある。

## 概要
オーバースローはほとんどの投手があてはまるため、オーバースローの代表的な投手を挙げることは難しい。
この投法では直球の速度が出やすい。また、腕の角度が上向きであるので、フォークボールやカーブのうち縦の回転が強いドロップと呼ばれた縦に変化する球種などが投げやすい。しかしシンカーなどは回転を与え難く投げるのが難しい。
オーバースローの中でも、やや腕が下がり気味のフォームを区別してスリークォーターと呼ぶ場合がある。現在のプロ野球では肩への負担が少ないことなどを理由に、純粋なオーバースローでなく、ややスリークォーター気味に投げる投球フォームが主流である。
米国のバイオメカニクス研究者の定義では、「オーバーハンドとは、(投手を後ろから見た時に)時計の12時の位置からリリースされる投法である。」とされているが、遠心力を効果的に使う為には、利き腕(モーメントアーム)の振りが地面(運動軸)に対して90度を保つように、上体を利き腕と反対方向に大きく倒しながらリリースする事が理想的であるとされている。なお、前述の「やや腕が下がり気味のフォーム」については、「時計の1時から2時の位置からリリースされる投法は、スリークォーター・オーバーハンドである」とされている。MLB史上においては、サンディー・コーファックスやフアン・マリシャル、ボブ・ギブソンなどが、こうしたバイオメカニクスの定義の元における理想的なオーバーハンドのフォームで投球を行っていた。